# قوة الدفاع الملكية لأنتيغوا وبربودا
قوة الدفاع الملكية لأنتيغوا وبربود هي القوات المسلحة لأنتيغوا وبربودا. وتقع على عاتق هذه القوات مسؤولية العديد من الأدوار المختلفة، من قبيل الأمن الداخلي ومنع تهريب المخدرات وحماية ودعم حقوق الصيد، ومنع تلوث البيئة البحرية والبحث والإنقاذ والمهام الاحتفالية وتقديم المساعدة لتنفيذ البرامج الحكومية، وتوفير الإغاثة خلال الكوارث الطبيعية والمساعدة في الحفاظ على الخدمات الأساسية ودعم الشرطة في الحفاظ على القانون والنظام.
تعتبر قوات أنتيغوا وبربودا واحدة من أصغر الجيش قوات المسلحة في العالم؛ حيث تتكون فقط من 270 فرداً. ومما هو جدير بالذكر، أن تجهيزات هذه القوة المتعلقة أدوارها المدنية أفضل بكثير من تجهيزاتها المتعلقة بتوفير الردع ضد المعتدين المحتملين أو الدفاع عن البلاد خلال الحرب.

## التنظيم

إحدى القطع البحرية التابعة لقوة أنتيغوا وبربودا التابعة لخفر السواحل، وهي زورق دفاعي من طراز 380X، خلال التمرين المشترك "تريدويندز 2013".

تتكون قوة دفاع أنتيغوا وباربودا من أربعة تشكيلات، وهي:
- فوج أنتيغوا وبربودا، وتضم أربعة مجموعات من مشاة الخط وهي تكون كل من وحدة المشاة والصراع القتالي لقوة الدفاع.
- وحدة الخدمة والدعم، وتوفر الخدمات الإدارية واللوجستية والهندسية لبقية قوة الدفاع.
- خفر السواحل، وهي الفرع البحري لقوة الدفاع، وينقسم إلى أربع وحدات:
  - مكتب قيادة الضباط.
  - وحدة الهندسة.
  - وحدة الإدارة.
  - أسطول الحرية، أسطول الحرية هو الجزء التشغيلي من خفر السواحل، ويتكون من 6 من السفن والزوارق.
  - فيلق المرشحين (نوع من الكليات الحربية).
- الجناح الجوي لقوات الدفاع في أنتيغوا وبربودا.
- فيلق كاديت أنتيغوا وبربودا.

## عمليات سابقة
- في عام 1983م، انتشر 14 فردا من قوة دفاع أنتيغوا وبربودا في غرينادا خلال عملية الغضب العارم.[2]
- في عام 1990 م، أُرسل 12 جنديا إلى ترينيداد وتوباغو، وذلك عقب محاولة الانقلاب الفاشلة من قبل جماعة السود المسلمين ضد الحكومة المنتخبة دستوريا برئاسة رئيس الوزراء روبنسون.
- في عام 1995 م، انتشرت مجموعة من قوة دفاع أنتيغوا في هايتي كجزء من عملية دعم الديمقراطية.[3]

## التحالفات
- المملكة المتحدة - فوج مرسيا

## وصلات خارجية
- الموقع الرسمي لقوة دفاع أنتيغوا
- مقال عن قوة دفاع أنتيغوا، الدكتور ديون فيليبس